# Zorro dans la vallée des fantômes
Série El Jinete solitario
El Jinete solitario
(1958)
Pour plus de détails, voir Fiche technique et Distribution.
Zorro dans la vallée des fantômes (El jinete solitario en el valle de los desaparecidos) est un film mexicain réalisé par Rafael Baledón en 1960. Il est le dernier film d'une trilogie ; les deux précédents étant El Jinete solitario et El Jinete solitario en el valle de los buitres, sortis en 1958.

## Fiche technique
- Titre original : El jinete solitario en el valle de los desaparecidos
- Autre titre mexicain : El jinete solitario en El valle de los desaparecidos: La venganza del jinete solitario
- Titre français : Zorro dans la vallée des fantômes ou La vallée des fantômes[2]
- Titre italien : Zorro nella valle dei fantasmi
- Réalisation : Rafael Baledón
- Scénario : Rafael Baledón, Eva Guerrero Larrañaga
- Musique : Raúl Lavista
- Production : Rafael Pérez Grovas
- Société(s) de production : Proton Films, Tele Talia Films
- Pays d'origine :  Mexique
- Langue originale : espagnol
- Format : noir et blanc
- Genre : western, fantastique
- Durée : 75 minutes
- Dates de sortie :
  - Mexique : 8 juin 1960
  - Italie : 1964

## Distribution
- Demetrio González : Zorro (El Jinete solitario)
- María Rivas : Rosita
- Pedro de Aguillón
- Carlos Suárez
- José Dupeyrón
- Rafael Estrada : Jorge, commissaire
- Lupe Andrade
- Manuel Casanueva : Don Rutilo
- Salvador Terroba
- Pedro Ortega 'El Jaibo'
- Ignacio Villalbazo
- Humberto Rodríguez
- Ramón Sánchez
- Felipe Cueto